# Bruno Mathsson-priset
Bruno Mathsson-priset är ett svenskt formgivningspris som utdelas årligen sedan 1984.
Priset har sitt namn efter Bruno Mathsson och delas ut av Stiftelsen Karin och Bruno Mathssons fond. Det är på 250 000 svenska kronor.

## Pristagare
- 1984 Design för handikappade
- 1985 Studenter vid Kungliga tekniska högskolan
- 1986 Elever vid konstindustriskolor
- 1987 Odd Thorsen och Kari Virtanen
- 1989 Annika Heijkenskjöld
- 1990 Liisa Kiiski
- 1991 Carl Malmstens verkstadsskola
- 1992 Rud Thygesen och Johnny Sörensen
- 1993 Sara Rosenbaum
- 1994 Konstfack
- 1995 Åke Axelsson
- 1996 Ejnar Pedersen
- 1997 Mats Theselius
- 1998 Johannes Foersom och Peter Hiort Lorenzen
- 1999 Simo Heikkilä
- 2000 Gunilla Allard
- 2001 Sigurdur Gustafsson
- 2002 Peter Katpf
- 2003 Anna von Schewen
- 2004 Designgruppen Norway Says (Torbjörn Anderssen, Andreas Engesvik och Esben Voll)
- 2005 Johannes Norlander
- 2006 Ilkka Suppanen
- 2007 Louise Campbell
- 2008 Anna Kraitz
- 2009 Cecilie Manz
- 2010 Thomas Bernstrand
- 2011 Daniel Rybakken
- 2012 Mika Tolvanen
- 2013 Staffan Holm
- 2014 Jonas Bohlin
- 2015 Claesson Koivisto Rune
- 2016 Shane Schneck och Clara von Zweigbergk
- 2017 Gabriella Gustafson och Mattias Ståhlbom
- 2018 Stine Gamo och Enrico Fraties
- 2019 Chandra Ahlsell och Anna Lovisa Holmquist
- 2020 Chris Martin
- 2021 Monica Förster
- 2022 Pierre Sindre
- 2023 Designbyrån Front, Sofia Lagerkvist och Anna Lindgren
- 2024 Finn Ahlgren, Jenny Nordberg och Fredrik Paulsen